# Tonight Again
Tonight Again – singel australijskiego piosenkarza Guya Sebastiana napisany przez samego artystę we współpracy z Davidem Ryanem Harrisem i Louisem Schoorlem oraz nagrany i wydany w 2015 roku.
Utwór reprezentował Australię podczas 60. Konkursu Piosenki Eurowizji w 2015 roku.

## Historia utworu

### Tło, nagrywanie
Utwór został napisany przez Sebastiana specjalnie na potrzeby konkursu, a podczas tworzenia piosenki towarzyszyli mu David Ryan Harris i Louis Schoorl, z którymi piosenkarz współpracował już w przeszłości.

### Występy na żywo: Konkurs Piosenki Eurowizji
W marcu 2015 roku australijski nadawca publiczny Special Broadcasting Service (SBS) ogłosił, że Sebastian będzie reprezentował Australii podczas 60. Konkursu Piosenki Eurowizji organizowanego w 2015 roku w Wiedniu. Przed występem w konkursie Sebastian wyruszył w trasę promocyjną, w ramach której zaśpiewał m.in. podczas imprezy Eurovision in Concert przygotowywanej w Amsterdamie.
23 maja artysta zaprezentował swój utwór jako dwunasty podczas finału widowiska, w którym zajął ostatecznie 5. miejsce ze 196 punktami na koncie, w tym maksymalnymi notami 12 punktów od Austrii i Szwecji.

### Lista utworów
Digital download
1. „Tonight Again” – 3:23